# 呂宜文
呂 宜文（りょ ぎぶん/ろ ぎぶん）は、満州国の外交官・官僚・政治家、中華民国のジャーナリスト・軍人。

## 事績

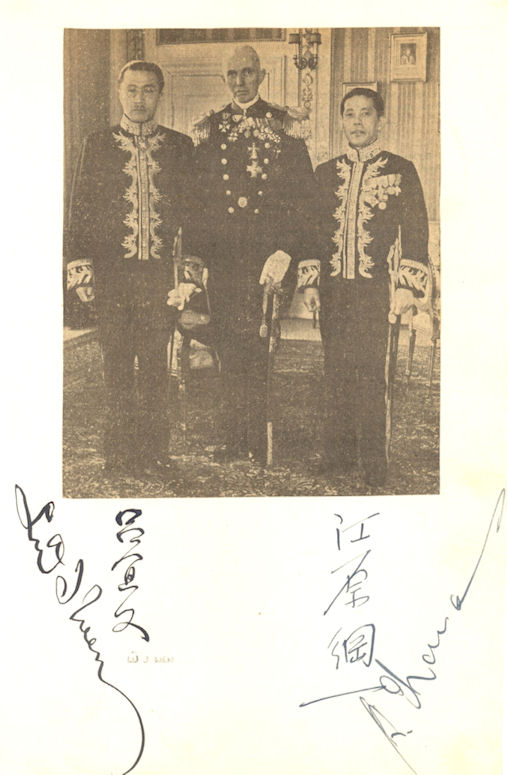
駐独公使時代の呂宜文（左）。右は駐独満洲国公使館参事官の江原綱一

金州南金書院、大連工業学校を経て日本に留学し、明治大学専門部政治経済科を卒業した。帰国後は亜細亜製粉会社に入社し、続いて吉林省で山城鎮電燈公司経理となる。その後、旅順を拠点とする月刊紙『順律報』の創刊に関わり、編集長を務めた。1920年代末に大連へ移り、『泰東日報』編集長の傅立魚から勧誘されて同紙編集者となる。しかし、執筆した記事が原因で日本当局に弾圧され、呂は奉天へ逃れた。
まもなく呂宜文は張学良配下となり、東北軍航空司令部教官として起用された。1931年（民国20年）に満洲事変が勃発すると、張学良とは不仲の従弟・張学成に呂は随従し、満洲国樹立工作に関わるようになった。日本語に精通していた呂は、日本や満洲の当局者の信頼を得るようになる。
1932年（大同元年）3月に満洲国が建国されて以降、呂宜文は同国外交部において事務官や文書科長、通商司長を歴任した。同年、日本への答礼使節となった謝介石の随員として来日している。1935年（康徳2年）、国務総理鄭孝胥の秘書官となる。1937年（康徳4年）7月、通化省長に任命され、翌1938年（康徳5年）8月には駐独公使に転じた。
駐独公使在任中の呂宜文は、ドイツ支配圏からの脱出を望むユダヤ難民へのビザ発給を行った（書記官王替夫が実務担当）。一時はドイツ当局の圧力が掛かったものの、秘密裏のビザ発給を1940年（康徳7年）5月まで呂は黙認し、最終的に1万2千人のユダヤ難民が脱出できたとされる。
1945年（康徳12年）春、呂宜文はハノーファーに滞在していたが、進軍してきた連合国軍に逮捕されてしまう。まもなく米国当局の手配により、呂はベトナム経由で雲南省昆明市へと送還され、蔣介石の国民政府により収監された。1946年（民国35年）5月11日、雲南省高等法院で死刑判決を受けている。
しかし呂宜文は死刑を執行されず、軍統局長・毛人鳳の手配で異例の赦免を受け、軍統の一員として起用された。中華人民共和国建国後も呂は雲南に留まり、反共武装勢力の一員として抗戦を継続している。1950年10月、雲南省思茅市における中国人民解放軍との戦闘で銃殺された。享年54。

## 注
1. 1 2 3  人事興信所編、216頁。外務省情報部編、698頁。帝国秘密探偵社編、「満洲」45頁。『アジア問題講座 第十二巻』、45頁。
2. ↑  高・王主編、16頁は「1901年」としている。
3. 1 2 3 4  高・王主編、16頁。
4. ↑  高・王主編、16頁は「早稲田大学工学部卒業」としているが、当時の日本側資料には見当たらない。
5. ↑  「関東州日刊以外新聞雑誌」『新聞総覧 大正12年』日本電報通信社、856頁によれば、1922年（大正11年）2月27日創刊。
6. ↑  高・王主編、16頁。
7. ↑  「歷史與空間：中國的「舒特拉」」『文匯報（香港）』オンライン版、2005年11月23日。※リンク先は、インターネットアーカイブ
8. ↑  郭廷以『中華民国史事日誌』民国35年（1946年）※リンク先はインターネットアーカイブ。
9. ↑  「老战士忆云南清剿匪特：勇破特务“遁地法”」東方網、2009年5月10日。